# Texiguat
Texiguat – gmina (municipio) w południowym Hondurasie, w departamencie El Paraíso. W 2010 roku zamieszkana była przez ok. 9 tys. mieszkańców. Siedzibą administracyjną jest miejscowość Texiguat.

## Położenie
Gmina położona jest w zachodniej części departamentu. Graniczy z 6 gminami:
- Yauyupe i San Lucas od północy,
- Vado Ancho od wschodu,
- Liure i Soledad od południa,
- Nueva Armenia od zachodu.

## Miejscowości
Według Narodowego Instytutu Statystycznego Hondurasu na terenie gminy położone były następujące miasteczka i wsie:
- Texiguat
- Asunción
- El Zapotal
- Guinopito
- Jamayupe
- Río Arriba
- San Lorenzo
- San Sebastián